# Agnes van Poitou (1024-1077)
Agnes van Poitou (ca. 1025 - Rome, 14 december 1077) was een dochter van hertog Willem V van Aquitanië en Agnes van Bourgondië. Zij trouwde in 1043 te Ingelheim am Rhein met koning Hendrik III van Duitsland. Samen met haar man werd zij in 1046 tot keizerin gekroond. Na zijn dood was ze regentes van het Heilige Roomse Rijk tot 1061.
Als regentes zette ze het beleid van haar man, om vooral op bisschoppen en ministerialen te vertrouwen, voort. Wel benoemde ze hertogen in de hertogdommen die haar man zelf had bestuurd (Beieren, Zwaben en Karinthië) omdat ze als vrouw geen militaire functie kon bekleden. Daarbij koos ze niet traditioneel voor de hoogste adel maar voor leden van nieuwere families, die misschien een minder grote bedreiging voor de positie van haar zoon zouden zijn. Rudolf van Rheinfelden zou zijn benoeming in Zwaben mogelijk hebben afgedwongen door de ontvoering van de 12-jarige prinses Mathilde, waarmee hij later zou trouwen. Agnes liet de adel een eed zweren dat als haar zoons onverhoopt zouden komen te overlijden, zij een veto op de koningskeuze zou hebben. Ze verloor wel de controle over de paus-benoemingen toen haar kandidaat in 1061 zich niet kon handhaven – maar Agnes was een overtuigd aanhanger van de kerkhervorming en dus juist tegen politieke benoemingen. Haar eigenzinnige keuzes in adviseurs en opvoeders voor de kroonprins veroorzaakten een steeds toenemende onvrede onder de adel en de bisschoppen wat uiteindelijk leidde tot de staatsgreep van Kaiserswerth, de ontvoering van de jonge Hendrik IV door haar tegenstanders. Agnes moest daardoor terugtreden als regent (1062) en droeg haar verantwoordelijkheden over aan de aartsbisschoppen van Keulen, Mainz en Bremen. Zij trad in 1065 (toen Hendrik IV meerderjarig werd op 15-jarige leeftijd) in Rome in een klooster en woonde in 1076 de vastensynode te Rome bij, waar de confrontatie tussen de paus en haar zoon begon. Agnes stond in dit conflict aan de kant van de paus, trad op als adviseur van meerdere pausen en ondersteunde hervormingsgezinde kloosters in Italië zoals Monte Cassino. Ook bemiddelde ze tussen de paus en haar zoon.
Agnes wordt traditioneel als een zwakke regent gezien maar dat lijkt niet terecht: zij heeft zich een aantal jaren zonder grote problemen kunnen handhaven, alle intern-Duitse spanningen weten te beheersen, een succesvolle politiek tegen Hongarije gevoerd en heeft tot aan de meerderjarigheid van haar zoon haar plichten zo goed mogelijk vervuld. Dat zij de macht over de pausbenoeming is kwijtgeraakt valt haar moeilijk aan te rekenen, haar man had de positie van de paus juist versterkt in de tijd dat de kerkhervorming in het belang van Duitsland was. Agnes had de pech dat het belang van Duitsland in haar tijd tegen de kerkhervorming was maar dat die kerkhervorming (waar zij zelf voor was) niet meer was tegen te houden. Ook valt het haar moeilijk te verwijten dat ze met haar hertogbenoemingen de latere tegenstanders van haar zoon in het zadel heeft geholpen. In haar tijd leken dat verstandige keuzes en hebben de hertogen haar ook goed gediend.
Agnes overleed in de abdij van San Benigno di Fruttaria, bij Rome, en ze is begraven in de Sint-Pietersbasiliek te Rome.
Hendrik en Agnes kregen de volgende kinderen:
- Mathilde (1045 -Goslar, 1060), huwde in 1059 met graaf Rudolf van Rheinfelden (–1080)
- Adelheid (1046/7 - 1096), abdis van Quedlinburg en Gandersheim
- Gisela (ca. 1048 - 1053)
- Keizer Hendrik IV (Goslar, 1050 - 1106), troonopvolger
- Koenraad II van Beieren (Regensburg, 1052 - 1055)
- Judith (Goslar, 1054 -), die huwde met koning Salomo van Hongarije (1052-1087) en met hertog Wladislaus I Herman van Polen (1043-1102).

## Voorouders
| Voorouders van Agnes van Poitou | Voorouders van Agnes van Poitou                                        | Voorouders van Agnes van Poitou                                        | Voorouders van Agnes van Poitou                                    | Voorouders van Agnes van Poitou                                    | Voorouders van Agnes van Poitou                                          | Voorouders van Agnes van Poitou                                          | Voorouders van Agnes van Poitou                                          | Voorouders van Agnes van Poitou                                          |
| ------------------------------- | ---------------------------------------------------------------------- | ---------------------------------------------------------------------- | ------------------------------------------------------------------ | ------------------------------------------------------------------ | ------------------------------------------------------------------------ | ------------------------------------------------------------------------ | ------------------------------------------------------------------------ | ------------------------------------------------------------------------ |
| Overgrootouders                 | Willem III van Aquitanië (910–963) ∞ Gerloc van Normandië (917–na 969) | Willem III van Aquitanië (910–963) ∞ Gerloc van Normandië (917–na 969) | Theobald I van Blois (905–978) ∞ Liutgard van Vermandois (914–978) | Theobald I van Blois (905–978) ∞ Liutgard van Vermandois (914–978) | Adelbert I van Ivrea (932–971) ∞ Gerberga van Dijon (940–991)            | Adelbert I van Ivrea (932–971) ∞ Gerberga van Dijon (940–991)            | Ragenold van Roucy (905–967) ∞ Alberada van Lotharingen (ca.930-973)     | Ragenold van Roucy (905–967) ∞ Alberada van Lotharingen (ca.930-973)     |
| Grootouders                     | Willem IV van Aquitanië (937–995) ∞ Emma van Blois (950–1003)          | Willem IV van Aquitanië (937–995) ∞ Emma van Blois (950–1003)          | Willem IV van Aquitanië (937–995) ∞ Emma van Blois (950–1003)      | Willem IV van Aquitanië (937–995) ∞ Emma van Blois (950–1003)      | Otto Willem van Bourgondië (962–1026) ∞ Ermentrudis van Roucy (959–1004) | Otto Willem van Bourgondië (962–1026) ∞ Ermentrudis van Roucy (959–1004) | Otto Willem van Bourgondië (962–1026) ∞ Ermentrudis van Roucy (959–1004) | Otto Willem van Bourgondië (962–1026) ∞ Ermentrudis van Roucy (959–1004) |
| Ouders                          | Willem V van Aquitanië (969–1030) ∞ Agnes van Mâcon (995–1068)         | Willem V van Aquitanië (969–1030) ∞ Agnes van Mâcon (995–1068)         | Willem V van Aquitanië (969–1030) ∞ Agnes van Mâcon (995–1068)     | Willem V van Aquitanië (969–1030) ∞ Agnes van Mâcon (995–1068)     | Willem V van Aquitanië (969–1030) ∞ Agnes van Mâcon (995–1068)           | Willem V van Aquitanië (969–1030) ∞ Agnes van Mâcon (995–1068)           | Willem V van Aquitanië (969–1030) ∞ Agnes van Mâcon (995–1068)           | Willem V van Aquitanië (969–1030) ∞ Agnes van Mâcon (995–1068)           |
| Agnes van Poitou (1025–1077)    |                                                                        |                                                                        |                                                                    |                                                                    |                                                                          |                                                                          |                                                                          |                                                                          |